# لالی کادو
لالی کادو (انگلیسی: Lally Cadeau؛ زادهٔ ۱۰ ژانویهٔ ۱۹۴۸) یکی از هنرپیشگان کارکُشته و پرسابقهٔ کانادا است. وی از سال ۱۹۵۸ میلادی تاکنون مشغول فعالیت بوده‌است.

## گزیدۀ نقش‌آفرینی‌ها

### سینما
ویدئودروم (۱۹۸۳)

### تلویزیون
- ماجراهای مرداک (۲۰۱۰) - فصل ۳، قسمت ۷: خون و سیرک
- کریسمس اونلی (۱۹۹۸)
- مردان ایکس (۱۹۹۷-۱۹۹۲)
- قصه‌های جزیره[۱][۳] (۱۹۹۶-۱۹۹۰)
- منطقه نیمه‌روشن (۱۹۸۹)